# Sailing Yacht A
El Sailing Yacht A és un iot de vela avarat el 2015. L'embarcació correspon a un iot a motor assistit per veles dissenyat per Philippe Starck (exteriors i interiors) i construït per Nobiskrug a Kiel, Alemanya, per al multimilionari rus Andrei Melnitxenko. És el iot privat a motor amb vela assistida més gran del món.
La seva propulsió consisteix en un motor híbrid de velocitat variable amb dues hèlixs de pas controlable d'eix de línia assistit per una vela de tres pals de proa i popa. Els pals giratoris de polímer reforçat amb fibra de carboni independents van ser fabricats per Magma Structures a Trafalgar Wharf, Anglaterra. Doyle Sailmakers USA va fabricar les tres veles completes de fibra de carboni/tafetà totalment automatitzades. Els enrotlladors van ser construïts a València per Future Fibres. L'aparell d'aquest iot es va desenvolupar parcialment per ser implementat en vaixells de càrrega i per a ús comercial. El vaixell inclou una beina d'observació submarina a la quilla amb 30 centímetres de vidre gruixut.
El 3 de febrer de 2017 va ser lliurat per Nobiskrug i el 5 de febrer de 2017 va sortir de Kiel. Va transitar fora de la mar Bàltica en mode lleuger amb dipòsits de combustible gairebé buits per tal de creuar l'estret de Drogden amb un calat mínim. Va ser sotmès a proves finals al mar i a l'equipament final a la drassana espanyola de Navantia de Cartagena. L'empresa de luxe Boat International el va anomenar «el superiot que empeny els límits».
El 12 de març de 2022 el iot va ser confiscat al port de Trieste per les autoritats italianes a causa de les sancions de la Unió Europea imposades a diversos empresaris russos. Melnitxenko va respondre que «no hi ha cap justificació» per a col·locar-lo a la llista de sancions de la UE, i que «recorrerà aquestes sancions infundades i injustificades i creu que l'estat de dret i el sentit comú prevaldran».

## Especificacions
- Lloc de construcció: Kiel, Alemanya[14]
- Constructor: Nobiskrug
- Arquitectura naval: Nobiskrug & Dykstra Naval Architects
- Disseny exterior: Philippe Starck[3]
- Decoració d'interiors: Philippe Starck
- Generador dièsel: dos MTU 20V 4000 M73L 2.050 rpm 3.600 kW de motors d'eix de línia.[15]
- Generador elèctric: quatre 14.050–24.050 rpm 2.800 kW generadors d'hotel que impulsen dos Vacon 4.300 kW de motors d'eix de línia.
- Transmissió: transmissió dièsel-elèctrica superposable/embragada controlada per sistemes DEIF.
- Propulsió: Andritz Hydro/Escher Wyss & Cie. Doble cargol d'eix de línia de pas controlable de 5 fulles.[5]
- Tractament d'emissions: Emigreen, 4 × filtre de partícules dièsel (filtració de sutge) en generadors dièsel.[16]